# Флаг Октябрьского сельского поселения (Ольховский район)
Флаг Октя́брьского сельского поселения — опознавательно-правовой знак, составленный и употребляемый в соответствии с вексиллологическими правилами, служащий официальным символом Октябрьского сельского поселения Ольховского муниципального района Волгоградской области Российской Федерации, единства его территории, населения, прав и самоуправления.
Флаг утверждён 11 февраля 2010 года и внесён в Государственный геральдический регистр Российской Федерации с присвоением регистрационного номера 5987.
Флаг Октябрьского сельского поселения является, наряду с основным муниципальным символом — гербом Октябрьского сельского поселения, официальном символом посёлка «Октябрьский».

## Описание
Флаг посёлка «Октябрьский» Ольховского муниципального района Волгоградской области представляет собой: прямоугольное полотнище с отношением ширины к длине 2:3, воспроизводящее композицию герба Октябрьского сельского поселения в данных: … цветах.

Геральдическое описание герба гласит: «В пурпурном поле серебряный сокол с распростёртыми крыльями, держащий в лапах золотой венок из дубовых листьев и пшеничных колосьев перевязанных бантом того же металла, сопровождаемый в главе золотым ольховым листом в столб с двумя расходящимися от основания серёжками».